# 韓滔
韓 滔（かん とう）は、中国の小説で四大奇書の一つである『水滸伝』の登場人物。

## キャラクター概要
地威星の生まれ変わりで、序列は梁山泊第四十二位の好漢。渾名は百勝将（ひゃくしょうしょう）で、百戦錬磨の将軍の意味に由来。
武器は棗の木で作られた長い矛、棗木槊（そうぼくさく）を得物とする。呼延灼が梁山泊討伐司令官に任命された際に、彭玘と共に呼延灼の副将として抜擢された。

## 物語中での活躍
韓滔は、武挙に合格した官軍のエリートであり（梁山泊内で他に合格したのは楊志だけである）、陳州の団練使を務めていた。
呼延灼が梁山泊討伐の指揮官になった時、呼延灼の推薦を受け討伐軍の副将に加わり、彭玘とともに兵を率いて戦う。緒戦に彭玘は生け捕られるものの、連環馬作戦を駆使して戦いを有利に進めるが、梁山泊の仲間になった徐寧に鉤鎌鎗を使われて敗れ、劉唐、杜遷に捕らわれる。その後、先に仲間入りした彭玘と凌振の説得を受けて梁山泊入りをする。
入山後は、馬軍小彪将兼斥候となり、呼延灼の副将として彭玘とともに前線で戦う。朝廷招安後も、常にともに行動し遼国戦や田虎、王慶討伐に参戦するが、方臘討伐の常州攻めで敵将・金節と戦い、相手が逃げるとそれを追うが、高可立の矢に当たり落馬したところを張近仁に槍でとどめを刺され、戦死した。
| スタブアイコン | サブスタブ | この項目は、まだ閲覧者の調べものの参照としては役立たない、文学に関連した書きかけの項目です。この項目を加筆・訂正などしてくださる協力者を求めています（P:文学、PJ:ライトノベル）。項目が小説家・作家の場合には{Writer-substub}を、文学作品以外の本・雑誌の場合には{Book-substub}を貼り付けてください。 |